# Beastars (anime)
Cet article concerne la série d'animation. Pour le manga d'origine, voir Beastars.
Beastars (ビースターズ, Bīsutāzu, stylisé en BEASTARS) est une série d'animation japonaise pour la télévision et la vidéo à la demande, basée sur la série de mangas du même nom. Réalisée par le studio d'animation japonais Orange, elle est diffusée pour la première fois du 8 octobre au 26 décembre 2019 sur le bloc de programmation +Ultra de Fuji TV. Une deuxième saison est diffusée depuis janvier 2021 au Japon, pour une sortie internationale en juillet de la même année. Le reste des droits de diffusion de la série sont détenus par Netflix, qui la diffuse à la demande sur sa plateforme. Une suite, dont la forme reste encore inconnue, est annoncée le 15 juillet 2021. Une saison 3 fut annoncée peu de temps après la sortie de la 2e saison, pour octobre 2024 puis fut décalée pour le 5 décembre 2024 pour une partie 1 sur 2.

## Synopsis
L'histoire se déroule dans un monde d'animaux anthropomorphes civilisés avec une fracture culturelle entre les carnivores et les herbivores. La série tire son nom du rang dans l'univers de la série « Beastar », un individu au grand talent, au service et à la notoriété. Legoshi, un grand loup gris, est un étudiant timide et calme de l'institut Cherryton où il vit dans un dortoir avec plusieurs autres étudiants carnivores, dont son ami extraverti Jack, un golden retriever. En tant que membre du club de théâtre de l'école, Legoshi en est le machiniste et soutient les acteurs du club dirigé par l'élève vedette Louis, un cerf rouge. Mais soudainement, Tem l'alpaga est brutalement assassiné et dévoré dans la nuit, provoquant une vague de malaise et de méfiance entre les élèves herbivores et carnivores. Au même moment, Legoshi fait la rencontre fatidique de Haru, une petite lapine naine blanche, et commence à développer des sentiments complexes pour cette dernière.

## Personnages
- Legoshi : un loup gris de première année (personnage principal)
- Haru : une petite lapine naine blanche de terminale
- Louis : un cerf élaphe prétendant au titre de beastar
- Tem : un alpaga du club de théâtre
- Jack : un golden retriever
- Gohin : un panda géant
- Juno : une jeune louve grise de seconde année

## Fiche technique
- Titre original et français : Beastars
- Réalisation : Shinichi Matsumi[1]
- Scénario : Nanami Higuchi d'après Paru Itagaki[1]
- Conception des personnages : Nao Ōtsu[1]
- Conception des accessoires (en) : Tora Jun
- Direction en chef CG : Eiji Inomoto[1]
- Direction artistique : Minami Kasuga
- Art Setting : Nobuto Sue, Shuhei Tada, Misui Iwasawa, Risa Iraha, Naoki Arakawa
- Color Design - Hashimoto Ken
- Direction de la photographie : Shiori Furushō, Cai Bolun
- Montage : Jun’ichi Uematsu
- Musique : Satoru Kōsaki (en)[1]
- Réalisation musicale : Takeki Kobayashi
- Production musicale : Fuji Pacific Music, Toho Music
- Chief Producers : Akito Takahashi, Tōko Takase
- Producteurs : Shunsuke Hosoi, Yoshinori Takeeda
- Production Producer : Kim Hyun-tae
- Animation Production : Orange
- Production : BEASTARS Production Committee (Toho, Fuji Television Network, Hakuhodo DY Media Partners, Akita Shoten, Bandai, BANDAI SPIRITS, Movic, Orange, BS Fuji, Q-Tech)

## Distribution
- Chikahiro Kobayashi (VF : Jim Redler) : Legoshi
- Yūki Ono (VF : Stéphane Fourreau) : Louis
- Sayaka Senbongi (VF : Diane Kristanek) : Haru
- Hiroshi Shirokuma (VF : Christophe Laubion) : Riz
- Atsumi Tanezaki (VF : Alexia Papineschi) : Juno
- Junya Enoki (VF : Benjamin Bollen) : Jack
- Akio Ōtsuka (VF : Franck Sportis) : Gohin
- Takeo Ōtsuka (VF : Nessym Guetat) : Collot
- Yoshiyuki Shimozuma (VF : Joël Zaffarano) : Voss
- Fukushi Ochiai (VF : Nessym Guetat): Sanu
- Yūma Uchida (en) (VF : Adrien Larmande) : Miguno
- Naoto Kobayashi (VF : Simon Koukissa) : Durham
- Nobuhiko Okamoto (VF : Grégory Quidel) : Kai
- Takaaki Torashima (VF : Xavier Thiam) : Bill
- Sayumi Watabe (VF : Lila Lacombe) : Els
- Genki Muro (VF : Xavier Couleau) : Dom
- Yūichi Iguchi (VF : Garlan Le Martelot) : Kibi
- Hara Yūko (VF : Ariane Deviègue) : Sheila
- Ikuto Kanemasa (VF : Xavier Couleau) : Aoba
- Akane Ōchi (VF : Sandra Valentin) : Ellen
- Hibiku Yamamura (en) (VF : Anouck Hautbois) : Mizuchi
- Subaru Kimura (VF : Philippe Spiteri) : Free
- Sakura Andō (VF : Louise-Emma Morel) : Legom
- Takeo Ōtsuka (VF : Martin Faliu) : Tem
- Mao Ichimichi  : Sally
- Mitsuaki Hoshino (VF : Franck Vincent) : Maire
- Ken'yū Horiuchi (VF : Florian Wormser) : Ogma
- Mayumi Asano (VF : Anne Plumet) : Surveillante du dortoir mâle carnivore
- Junya Enoki (VF : Adrien Larmande) : petit ami de Mizuchi
- Yūki Kaji (VF : Adrien Larmande) : Pina
- Genki Muro (VF : Oscar Douieb) : Zoe
- Ikuto Kanemasa (VF : Célian d'Auvigny) : Agata
- Rikuya Yasuda (VF : Martin Faliu) : Carl
- Sasa Kenta (VF : Franck Vincent) : Proviseur Gon
- Kujira () : Rokume
- Tesshō Genda (VF : Lionel Tua) : Sagwan
- Kōji Okino (VF : Cyrille Thouvenin) : Melon
- Fumiko Orikasa (VF : Louisa Lacroix) : Seven
- Shin-ichiro Miki (VF : Lionel Erdogan) : Yahya
- Shigeru Chiba (VF : Thierry Kazazian) : Gosha

## Origine et production

### Genèse
C'est quand Kiyotaka Waki, fondateur et producteur d'Orange, un studio d'animation japonais spécialisé dans l'usage de la CGI, lit le manga pour la première fois, que lui vient l'idée d'adapter Beastars en animé, avant même que la série devienne populaire. Bien qu'animer des personnages animaux ne soit alors considéré possible au Japon qu'à la main, il présente au studio son projet de le faire à l'aide de la 3D. Il pense en effet que cette technique a l'avantage d'animer de façon expressive des personnages aux carrures tri-dimensionnels, tandis qu'un simple dessin animé deviendrait trop complexe et les empêcheraient de créer beaucoup de mouvement.
Une adaptation en anime par le studio d'animation Orange, spécialisé dans l'usage de la CGI,, a été annoncée en février 2019.
La production d'une seconde saison a été annoncée dès la fin de la série télévisée,. Elle est prévue pour 2021 dans la case horaire [+Ultra] de Fuji TV,.

### Développement du scénario
Le début de la relation entre Legoshi pour Haru est différente par rapport au manga, car à l'origine, le loup pourchasse la lapine pour la faire fuir. Dans l'anime, la scène se produit à cause de l'odeur de Haru qui active l'« instinct bestial » de Legoshi.

### Animation
L'opening de la première saison de la série est une séquence réalisée en stop motion par le studio Cyclone Graphics, en partenariat avec le studio spécialisé dwarf studios.

### Musique originale
La bande originale est composée par Satoru Kōsaki.

#### Génériques
| Type    | Titre                                         | Par                                                                                                  | Apparition(s)                          | Ref. additionnelles |
| ------- | --------------------------------------------- | --- | -------------------------------------- | ------------------- |
| Opening | Wild Side                                     | Leo et Jua (paroles), ALI (composition, arrangement et interprétation)                               | Saison 1 (tous les épisodes)           | ,                   |
| Opening | Kaibutsu (怪物)                               | YOASUBI                                                                                              | Saison 2 (ep.1 à 11) ; ending (ep.1)   |                     |
| Opening | Yasashii Suisei (優しい彗星)                  | YOASUBI                                                                                              | Saison 2 (ep.12) ; ending (ep. 2 à 12) |                     |
| Opening | Into the World                                | issei                                                                                                | Saison 3 (ep. 2 à 12)                  |                     |
| Ending  | Le zoo                                        | Miho Karasawa (paroles), Keiichi Hirokawa (composition et arrangement), YURiKA (ja) (interprétation) | S1 ep.2, 5, 8, 9                       | ,                   |
| Ending  | 眠れる本能 ( « L'Instinct endormi »)          | Miho Karasawa (paroles), Satoru Kōsaki (composition et arrangement), YURiKA (ja) (interprétation)    | S1 ep.3, 7, 10                         | [ 14 ]              |
| Ending  | Marble (マーブル, Māburu)                     | Miho Karasawa (paroles), Satoru Kōsaki (composition et arrangement), YURiKA (ja) (interprétation)    | S1 ep.4, 6, 11                         |                     |
| Ending  | 月に浮かぶ物語 (« Une Histoire sur la Lune ») | Miho Karasawa (paroles), Satoru Kōsaki (composition et arrangement), YURiKA (ja) (interprétation)    | S1 ep.12                               |                     |
| Ending  | Feel Like This                                | YU-KA                                                                                                | S3 ep.1 à 12                           |                     |

#### Musiques de scène
| Titre                                   | Par | Apparition(s)  | Ref. |
| --------------------------------------- | --- | -------------- | ---- |
| Mary Stories                            | Chica (paroles et interprétation), Satoru Kōsaki (composition et arrangement)                          | S1 ep.1        |      |
| A Tale of Moon                          | Miho Karasawa (paroles), Satoru Kōsaki (composition et arrangement), Chica (paroles et interprétation) | S1 ep.3, 5, 10 |      |
| La Belle au bois dormant - 17. Panorama | Piotr Ilitch Tchaïkovski (composition)                                                                 | S1 ep.12       |      |

## Diffusion
La série est diffusée pour la première fois au Japon entre le 9 octobre et le 26 décembre 2019[réf. souhaitée] dans la case horaire [+Ultra] de Fuji TV,, et un peu plus tard sur TNC, KTV, THK, UHB et BS Fuji. Elle est aussi diffusée en streaming exclusivement sur Netflix et dont le premier épisode est sorti en avant-première sur la plateforme, le mardi 8 octobre, suivi de deux autres épisodes chaque jeudi,. La série y est disponible à l'étranger depuis le 13 mars 2020.

## Épisodes

### Panorama des saisons
| Saison | Saison | Arc | Épisodes | Date de sortie initiale | Date de sortie initiale |
| Saison | Saison | Arc | Épisodes | Début de la saison      | Fin de la saison        |
| ------ | ------ | --- | -------- | ----------------------- | ----------------------- |
|        | 1      | Club de théâtre (演劇部, Engeki-bu) Festival de la Météorite (隕石祭, Inseki-sai)                                                  | 12       | 10 octobre 2019         | 26 décembre 2019        |
|        | 2      | Affaire de prédation (食殺事件, Shokusatsu jiken)                                                                                  | 12       | 7 janvier 2021          | 25 mars 2021            |
|        | 3      | Relations inter-espèces (種間関係, Shunkan kankei) Vengeance de l'échec amoureux (愛の失敗作の復讐, Ai no shippai-saku no fukushū) | 24       | 5 décembre 2024         | 2025                    |

### Première saison
| No | Titre français                     | Titre japonais                     | Titre japonais                                    | Date de 1re diffusion |
| No | Titre français                     | Kanji                              | Rōmaji                                            | Date de 1re diffusion |
| --- | ---------------------------------- | ---------------------------------- | ------------------------------------------------- | --------------------- |
| 1 | La lune et la bête                 | 満月は照らす獣を選んでる           | Mangetsu wa terasu kemono wo eran deru            | 10 octobre 2019       |
| Tem, un alpaga, est assassiné et dévoré par un carnivore inconnu tard dans la nuit. Alors que la tension monte entre les herbivores et les carnivores sur le campus de Cherryton, le club d'art dramatique du lycée tente de continuer à s'entrainer pour leur pièce en l'honneur de leur défunt membre. Une lapine naine blanche nommée Haru est intimidée par ses camarades de classe tandis qu'un loup gris, Legoshi, tente de travailler avec son camarade Louis, un cerf élaphe, pour régler les tensions dans le club. |                                    |                                    |                                                   |                       |
| 2 | Les as de l'Académie               | 学園の心臓部は庭園にあり           | Gakuen no shinzō-bu wa teien ni ari               | 17 octobre 2019       |
| Legoshi s'efforce de combattre ses pulsions carnivores qui tentent de le convaincre de manger Haru, alors qu'il blesse le bras de la lapine. Le lendemain, Louis aide à mettre fin à une bagarre dans la cafétéria de Cherryton, puis continue à répéter son rôle principal dans la pièce du club de théâtre tout en cachant sa jambe blessée. |                                    |                                    |                                                   |                       |
| 3 | La naissance d'un loup             | オスオオカミ 出生のとき            | Osuōkami shussei no toki                          | 24 octobre 2019       |
| Alors que cette dernière lui offre son corps pour le remercier de lui avoir rendu service, Legoshi fuit brusquement Haru avant qu'elle n'ait fini de le déshabiller, car certains herbivores propagent une rumeur selon laquelle c'est une prostituée. |                                    |                                    |                                                   |                       |
| 4 | Tout donner                        | 君は聖杯までふやかして             | Kimi wa seihai made fuyakashite                   | 31 octobre 2019       |
| Louis se réveille à l'infirmerie de l'école pour découvrir qu'il s'est fracturé la jambe, et décide de donner son rôle principal à Bill. Legoshi est alors obligé de prendre le rôle de Bill en tant qu'un des méchants de la pièce. |                                    |                                    |                                                   |                       |
| 5 | Deux versions pour une histoire    | しっぽの汚れにも理由を見出すお年頃 | Shippo no yogore ni mo riyū wo midasu o-toshigoro | 7 novembre 2019       |
| En raison de la publicité que le combat sur scène a recueillie, Louis s'abstient de suspendre Legoshi et Bill du club de théâtre. Un mois plus tard, le club est appelé à participer au prochain festival de la Météorite. |                                    |                                    |                                                   |                       |
| 6 | Vision trouble : rêve ou réalité ? | 視界の滲み 夢か現か                | Shikai no nijimi : yume ka utsutsu ka             | 14 novembre 2019      |
| La communauté est effrayée par un autre meurtre brutal d'herbivores commis par des carnivores. Quelque temps plus tard, Legoshi sauve une jeune louve nommée Juno d'un couple de brutes, gagnant ainsi son affection. |                                    |                                    |                                                   |                       |
| 7 | Sous le manteau de fourrure        | 制服と被毛とそのまた下の           | Seifuku to himō to sono mata shita no             | 21 novembre 2019      |
| Legom, une élève poule qui livre régulièrement ses œufs à la cafétéria de l'école pour les élèves carnivores, s'assure que ses œufs sont de la meilleure qualité possible. En sortant du club de jardinage de Haru, Louis rencontre Legoshi et tous deux se rendent compte qu'ils s'intéressent à Haru. |                                    |                                    |                                                   |                       |
| 8 | Comme fil entre les crocs          | 犬歯に糸ようじひっかけるように     | Kenshi ni itoyōji hikkakeru yō ni                 | 28 novembre 2019      |
| Les premiers préparatifs du festival de la Météorite sont terminés. Lorsque Haru se retrouve seule dehors au crépuscule, Legoshi lui propose de retourner à l'école avec elle, mais se débat avec son conflit intérieur entre ses instincts carnivores et son amour pour Haru. |                                    |                                    |                                                   |                       |
| 9 | Dans la fosse aux lions            | エレベーター最上階の戦慄           | Erebētā saijōkai no senritsu                      | 5 décembre 2019       |
| Louis se souvient de son enfance, lorsqu'il a grandi en tant que bétail illégal de carnivores jusqu'à ce qu'il soit recueilli par Ogma, le chef du conglomérat des Cornes, qui l'a adopté comme son fils. |                                    |                                    |                                                   |                       |
| 10 | Un loup en habit de mouton         | 綿毛、地の果てまで追うならば       | Watage, chi no hate made ou naraba                | 12 décembre 2019      |
| Commençant sa recherche du gang des Lions au marché noir, Legoshi est bientôt rejoint à contrecœur par Gohin après que Legoshi l'eut convaincu de ses sentiments pour Haru. |                                    |                                    |                                                   |                       |
| 11 | Dans le quartier chaud             | ゆきゆきて 夏のネオン街            | Yuki yukite natsu no Neon machi                   | 19 décembre 2019      |
| Alors que ses amis d'école remarquent son absence et commencent à s'inquiéter, Legoshi affronte le patron du gang des Lions dans un combat sanglant pour sauver Haru. |                                    |                                    |                                                   |                       |
| 12 | Après la tempête                   | 夏嵐の後ろ姿                       | Karan no ushiro sugata                            | 26 décembre 2019      |
| Après avoir agi involontairement sur son instinct de vouloir être mangée, Haru s'excuse d'avoir gâché l'ambiance. Ils retournent à l'école, où Juno coince Haru et, après avoir découvert qu'ils n'ont pas fait l'amour, la défie pour le cœur de Legoshi. |                                    |                                    |                                                   |                       |

### Deuxième saison
| No | Titre français                  | Titre japonais                       | Titre japonais                                 | Date de 1re diffusion |
| No | Titre français                  | Kanji                                | Rōmaji                                         | Date de 1re diffusion |
| --- | ------------------------------- | ------------------------------------ | ---------------------------------------------- | --------------------- |
| 1 | Un bruit incessant              | 少年の目覚めは何度目のアラームか     | Shōnen no mezame wa nan'dome no arāmu ka       | 7 janvier 2021        |
| Cherryton semble avoir retrouvé son calme, mais l'assassin de Tem court toujours et Louis demeure introuvable. Des rumeurs au sujet d'un fantôme se répandent également.                                   |                                 |                                      |                                                |                       |
| 2 | La fuite du chien policier      | 灰色の警察犬とりあえず走ってる       | Haīro no keisatsu inu toriaezu hashitteru      | 14 janvier 2021       |
| Alors qu'il lave son linge, Legoshi rencontre un gigantesque serpent à sonnette se présentant comme l'unique agent de sécurité de l'école. Ce dernier le charge finalement de retrouver l'assassin de Tem. |                                 |                                      |                                                |                       |
| 3 | Changement                      | そんな鉛を喉に詰まらせて             | Son'na namari wo nodo ni tsumarasete           | 21 janvier 2021       |
| Pendant que Louis tente de survivre face au gang des Lions, un nouveau membre intègre le club de théâtre de Cherryton.                                                                                     |                                 |                                      |                                                |                       |
| 4 | Imbroglio                       | 身を寄せたら毛が絡まってしまうから   | Mi wo yosetara ke ga karamatte shimau kara     | 28 janvier 2021       |
| Tandis que Legoshi est attaqué par un mystérieux carnivore, Louis cherche à gagner la confiance du gang des Lions.                                                                                         |                                 |                                      |                                                |                       |
| 5 | Appeler les choses par leur nom | 白はモノクロの中でも白いまま         | Shiro wa Monokuro no Naka de mo Shiroi Mama    | 4 février 2021        |
| Tout en continuant d'aller à l'école durant la journée, Legoshi passe la nuit à s'entraîner auprès de Gohin.                                                                                               |                                 |                                      |                                                |                       |
| 6 | Fuis, être corrompu             | 飛べ 破戒僧                          | Tobe hakai sō                                  | 11 février 2021       |
| Louis souhaite quitter officiellement Cherryton, mais son père adoptif s'y oppose. De leur côté, Haru et Legoshi tentent de mettre les choses au clair.                                                    |                                 |                                      |                                                |                       |
| 7 | Douceur inoubliable             | 蜜漬けの記憶                         | Mitsuzuke no kioku                             | 18 février 2021       |
| Malgré lui, Tao blesse Kibi. Bien plus tard, alors que Legoshi se trouve face à l'assassin de Tem, ce dernier se remémore la raison de son acte.                                                           |                                 |                                      |                                                |                       |
| 8 | Rire de nos ombres              | 光を浴びたらシルエットの違いを笑おう | Hikari wo abitara shiruetto no chigai wo waraō | 25 février 2021       |
| Pendant que Legoshi tente de capturer une bête avide de chair sur ordre de Gohin, Juno passe du temps avec Haru.                                                                                           |                                 |                                      |                                                |                       |
| 9 | En bout de course               | ぶっ壊れてる扇風機                   | Bukkowareteru senpūki                          | 4 mars 2021           |
| Alors que Legoshi visite le marché noir, il s'étonne d'y retrouver Louis. |                                 |                                      |                                                |                       |
| 10 | Le suspense du chef             | シェフの気まぐれサスペンス           | Shefu no kimagure sasupensu                    | 11 mars 2021          |
| Pina est finalement parvenu à faire comprendre à Riz qu'il ne se laissera pas intimider. Mais Legoshi ne compte pas en rester là…                                                                          |                                 |                                      |                                                |                       |
| 11 | Éparpillez vos écailles         | あなたの鱗粉振りまいて               | Anata no rinpun furimaite                      | 18 mars 2021          |
| Alors que Legoshi se sent coupable d'avoir avalé une larve de papillon de nuit, il est victime d'une forte hallucination.                                                                                  |                                 |                                      |                                                |                       |
| 12 | Le goût de la rébellion         | 革命の馳走                           | Kakumei no chisō                               | 25 mars 2021          |
| Legoshi se prépare à mener son ultime combat contre Riz… |                                 |                                      |                                                |                       |

### Troisième saison
| No | Titre français                      | Titre japonais               | Titre japonais                             | Date de 1re diffusion |
| No | Titre français                      | Kanji                        | Rōmaji                                     | Date de 1re diffusion |
| --- | ----------------------------------- | ---------------------------- | ------------------------------------------ | --------------------- |
| 1 | Un collier qui démange              | 痛痒い首輪                   | Itagayui kubiwa                            | 6 décembre 2024       |
| Tandis que Legoshi s'habitue à vivre loin de Cherryton, de nouvelles mesures y sont instaurées. Mais il ne se doute pas que le Beastar actuel s'intéresse à lui.                                            |                                     |                              |                                            |                       |
| 2 | Gros nuages à l'horizon             | 目の前にある輝く黒い鼻       | Me no mae ni aru kagayaku kuroi hana       | 6 décembre 2024       |
| Pendant que Legosh tente de mieux s'entendre avec sa voisine, le mystérieux nouveau chef du gang des Lions prévoit de distribuer une curieuse boisson énergisante.                                          |                                     |                              |                                            |                       |
| 3 | La colère d'un vieux dragon         | 老龍の逆鱗                   | Rōryū no gekirin                           | 6 décembre 2024       |
| Legoshi parvient à mettre fin au trafic de boisson énergisante. Mais, à sa grande surprise, il retrouve quelqu'un d'autre…                                                                                  |                                     |                              |                                            |                       |
| 4 | L'insoutenable gravité du terrestre | 土地の住人であることの重力   | Tochi no jūnin de aru koto no jūryoku      | 6 décembre 2024       |
| Après que Legoshi eut découvert les aptitudes au combat de son grand-père, un phoque entreprend de faire découvrir la vie sous-marine au jeune loup.                                                        |                                     |                              |                                            |                       |
| 5 | Dans la chaîne alimentaire          | 食物連鎖の中で               | Shokumotsurensa no naka de                 | 6 décembre 2024       |
| Legoshi rencontre finalement le Beastar actuel, Yahya. Pendant ce temps, une civette force le gang des Lions à collaborer.                                                                                  |                                     |                              |                                            |                       |
| 6 | Né au printemps                     | 春に生まれた男               | Haru ni umareta otoko                      | 6 décembre 2024       |
| Tandis que Legoshi se remet sur pied grâce aux soins de Gohin, Yahya enquête au sujet d'un thérapeute gazelle. De son côté, Haru découvre quelque chose d'inimaginable à propos des relations interespèces. |                                     |                              |                                            |                       |
| 7 | L'amour par-dessus tout             | 私の誓いを食べてください     | Watashi no chikai wo tabete kudasai        | 6 décembre 2024       |
| Alors que Legoshi fait des aveux à Haru lors d'un rendez-vous d'anniversaire, celle-ci lui présente une requête aussi dangereuse qu'osée…                                                                   |                                     |                              |                                            |                       |
| 8 | La vraie nature de Melon            | メロン畑の先には何があるのか | Meron-hata no saki ni wa nani ga aru no ka | 6 décembre 2024       |
| Malgré la propagation de rumeurs concernant le marché noir, Yahya élabore un plan pour capturer Melon |                                     |                              |                                            |                       |
| 9 | Éclosion d'un œuf pourri            | 腐った卵が孵化する           | Kusatta tamago ga fuka suru                | 6 décembre 2024       |
| Tandis que les membres du club de théâtre de Cherryton s'opposent à la séparation des espèces, Yahya incite Legoshi à infiltrer la société secrète de Melon.                                                |                                     |                              |                                            |                       |
| 10 | Bambi est sain et sauf              | バンビは健在です             | Banbi wa kenzai desu                       | 6 décembre 2024       |
| Durant son enquête au sujet de la boisson énergisante, Louis se retrouve dans les rues du marché noir et y découvre le nouveau chef du gang des Lions.                                                      |                                     |                              |                                            |                       |
| 11 | Un mystère à éplucher               | 層を剥がす                   | Sō wo hagasu                               | 6 décembre 2024       |
| Pendant que Louis tente d'en savoir plus au sujet de la mystérieuse boisson énergisante, Legoshi enquête seul sur Melon.                                                                                    |                                     |                              |                                            |                       |
| 12 | Espoirs par-dessus bord             | 波上の悲劇                   | Naminōe no higeki                          | 6 décembre 2024       |
| Tandis que Louis trouve un moyen d'approcher Yahya, Legoshi poursuit son enquête sur Melon. |                                     |                              |                                            |                       |

## Médias

### Blu-ray et DVD
Beastars est disponible sur supports physiques au Japon, à savoir en Blu-ray et en DVD.
| Volume   | Date de sortie    | Épisodes | Identifiant BR | Identifiant DVD |
| Saison 1 | Saison 1          | Saison 1 | Saison 1       | Saison 1        |
| -------- | ----------------- | -------- | -------------- | --------------- |
| 1        | 18 mars 2020      | 1-3      | TBR-29241D     | TDV-29245D      |
| 2        | 15 avril 2020     | 4-6      | TBR-29242D     | TDV-29246D      |
| 3        | 20 mai 2020       | 7-9      | TBR-29243D     | TDV-29247D      |
| 4        | 17 juin 2020      | 10-12    | TBR-29244D     | TDV-29248D      |
| Saison 2 |                   |          |                |                 |
| 1        | 23 juin 2021      | 13-15    | TBR-31120D     | TDV-31121D      |
| 2        | 21 juillet 2021   | 16-18    | TBR-31121D     | TDV-31122D      |
| 3        | 18 août 2021      | 19-21    | TBR-31122D     | TDV-31123D      |
| 4        | 22 septembre 2021 | 22-24    | TBR-31123D     | TDV-31124D      |
| Saison 3 |                   |          |                |                 |

### Webradio
Une web radio "Radio chienne de Legoshi et Jack" par Masahiro Kobayashi (qui joue Legoshi en VO) et Junya Enoki (qui joue Jack en VO) a été diffusée un lundi sur deux du 7 octobre au 30 décembre 2019 sur Otoizumi.

## Réception

### Critiques et public
Rotten Tomatoes affiche un score de 94 % et un score d'audience de 87 %, indiquant pour la saison 1 « Bien fait et magnifiquement animé, Beastars est un nouvel anime solide pour tous ceux qui cherchent à se déchaîner un peu. »,. Metacritic ne donne pas de score avec les deux critiques qu'il recense.

### Récompenses
Le 27 décembre 2019, l'anime remporte un Prix CGWORLD dans la catégorie Animation par ordinateur. Il fait aussi partie de la sélection du jury du 23e Japan Media Arts Festival dans la catégorie Animation. Il a remporté le 26e prix Espagnol Manga Barcelona dans la catégorie Meilleur Anime en 2020. La série animée a reçu la meilleure séquence d'ouverture et a été nommée dans 8 autres catégories, dont "Anime de l'année" aux 5e Crunchyroll Anime Awards. Tandis que la deuxième saison a été nommée dans trois catégories lors des 6e Crunchyroll Anime Awards en 2022.